# تاماریلو
تاماریلو درختی کوچک یا درختچه‌ای از گیاهان گلدار از تیره بادنجانیان است. این درخت بیشتر به خاطر گونه‌ای که تاماریلو میوه‌ای خوردنی به شکل تخم‌مرغ می‌دهد شناخته شده است. در آمریکای جنوبی با نام گوجه فرنگی درختی،هم شناخته شده است.

## توصیف

### منشأ و نواحی کاشت گیاه
تاماریلو بومی آند در اکوادور، کلمبیا، پرو، شیلی و بولیوی است. امروزه هنوز در باغچه‌ها و باغ‌ها برای استفاده محلی کاشته می‌شود، و یکی از مشهورترین میوه‌های این نواحی است. دیگر نواحی کاشت تاماریلو نواحی نیمه‌گرمسیری در سراسر جهان مثل رواندا، آفریقای جنوبی، دارجلینگ و سیکیم در هندوستان، نپال، هنگ کونگ، چین، ایالات متحده آمریکا، استرالیا، بوتان و نیوزیلند است.
اولین بار در سال ۱۹۹۶ کشور استرالیا محصول تاماریلو را به بازارهای بین‌المللی عرضه کرد، گرچه علاقه و اشتیاق برای میوه عجیب و غریب از اواسط دهه ۱۹۷۰ موجب افزایش کاشت میوه در کشور شد.
در کشور نیوزیلند، در ۲۰۰ هکتار زمین حدود ۲۰۰۰ تن تاماریلو تولید شده و به ایالات متحده، ژاپن و اروپا صادر شد. برای صادرات، کانال‌های بازاریابی موجود استفاده شده برای کیوی توسعه یافت.
این میوه همچنین در ارتفاعات بالاتر مالزی، فیلیپین و پورتوریکو به طور موفقیت‌آمیزی کشت داده شد. در زمینهای پست مناطق استوایی به ندرت و فقط میوه‌های کوچک می‌دهد.
قبل از سال ۱۹۶۷ این میوه در کشور نیوزیلند با نام «گوجه‌فرنگی درختی» شناخته شده بود، اما شورای بهبود گوجه‌فرنگی درختی به منظور تشخیص آن از گوجه‌فرنگی و افزایش تقاضا نام جدیدی را انتخاب کرد. کلمه به علت شباهت tomato به کلمه اسپانیایی «اماریلو» به معنی زرد و کلمه «تاما» در زبان مائوری به معنی برتری انتخاب شد.

### گیاه

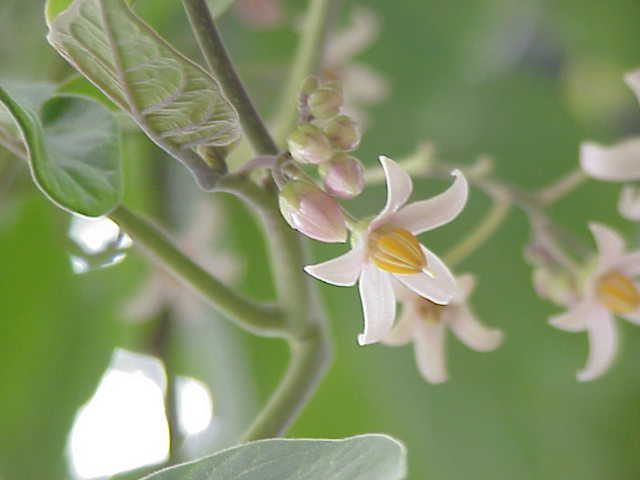
خوشه گل

این گیاه درختی است که سریع رشد می‌کند و تا ارتفاع ۵ متر هم می‌رسد. پس از ۴ سال به اوج تولید می‌رسد، و عمر مورد انتظار آن ۱۲ سال است. درخت معمولاً تک تنهٔ ایستاده‌ای با شاخه‌های جانبی تشکیل می‌دهد. گل‌ها و میوه‌ها از شاخه‌های جانبی آویزان می‌شوند. برگ‌ها، درشت، ساده، و پایا هستند و بوی تندی دارند.گل‌ها برنگ صورتی متمایل به سفید هستند و خوشه‌هایی با ده الی پنجاه گل تشکیل می‌دهند. در هر خوشه ۱ تا ۶ میوه تولید می‌کنند.
یکی دیگر از مزیت های کاشت این گیاه کاشت در گلدان است، اما عمق گلدان از 40 یا 50 سانتی متر نباید کمتر باشد و از خاک سبک مانند ترکیب خاک برگ و کمپوست دامی میتوانید استفاده کنید.

### میوه
میوه های این درخت تخم مرغی شکل هستند و طولی حدود 4 تا 10 سانتی متر دارند. رنگ میوه ها از زرد و نارنجی تا قرمز و تقریباً بنفش متغیر است. گاهی اوقات این میوه ها دارای خط های نواری تیره ای هستند که بصورت طولی قرار گرفته اند. میوه های به رنگ قرمز این درخت طعمی ترش دارند اما میوه های زرد و نارنجی شیرین ترند. بخش گوشتی درون میوه ها دارای بافت سفتی است و حاوی دانه های بیشتر و بزرگتر از گوجه فرنگی معمولی می باشد.این میوه ها سرشار از ویتامین و آهن هستند و کالری کمی دارند (تنها حدود 40 کالری در هر میوه).

## استفاده

### در صنعت
این میوه سرشار از پکتین می باشد و بنابراین خواص خوبی برای مربا شدن دارد. با این حال،این میوه در صورت عدم استفاده اکسایش و کاهش می شود و رنگ خود را از دست می دهد. انواع میوه های با پوست زرد برای مصارف صنعتی مناسب می باشند.

## نگارخانه

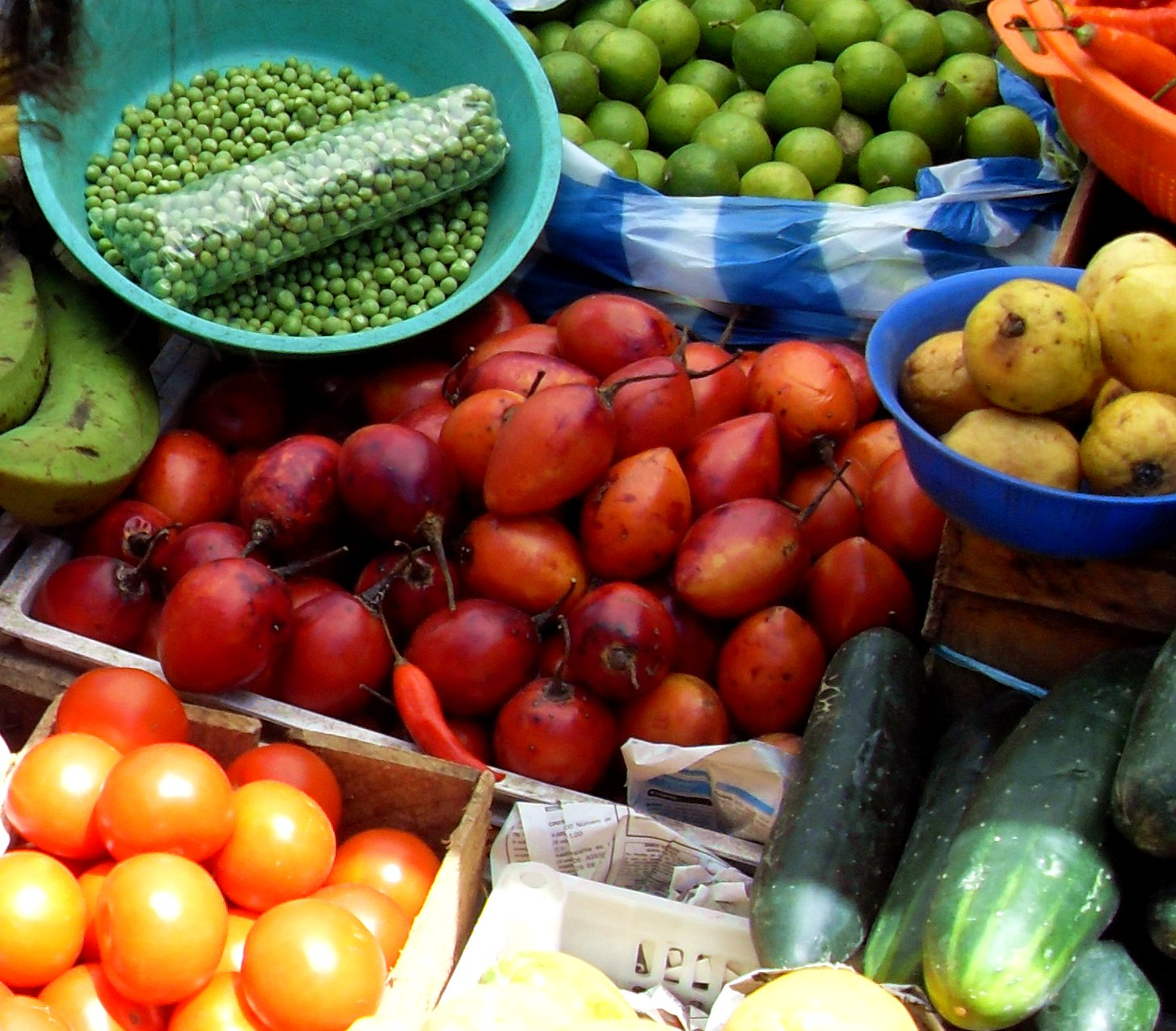
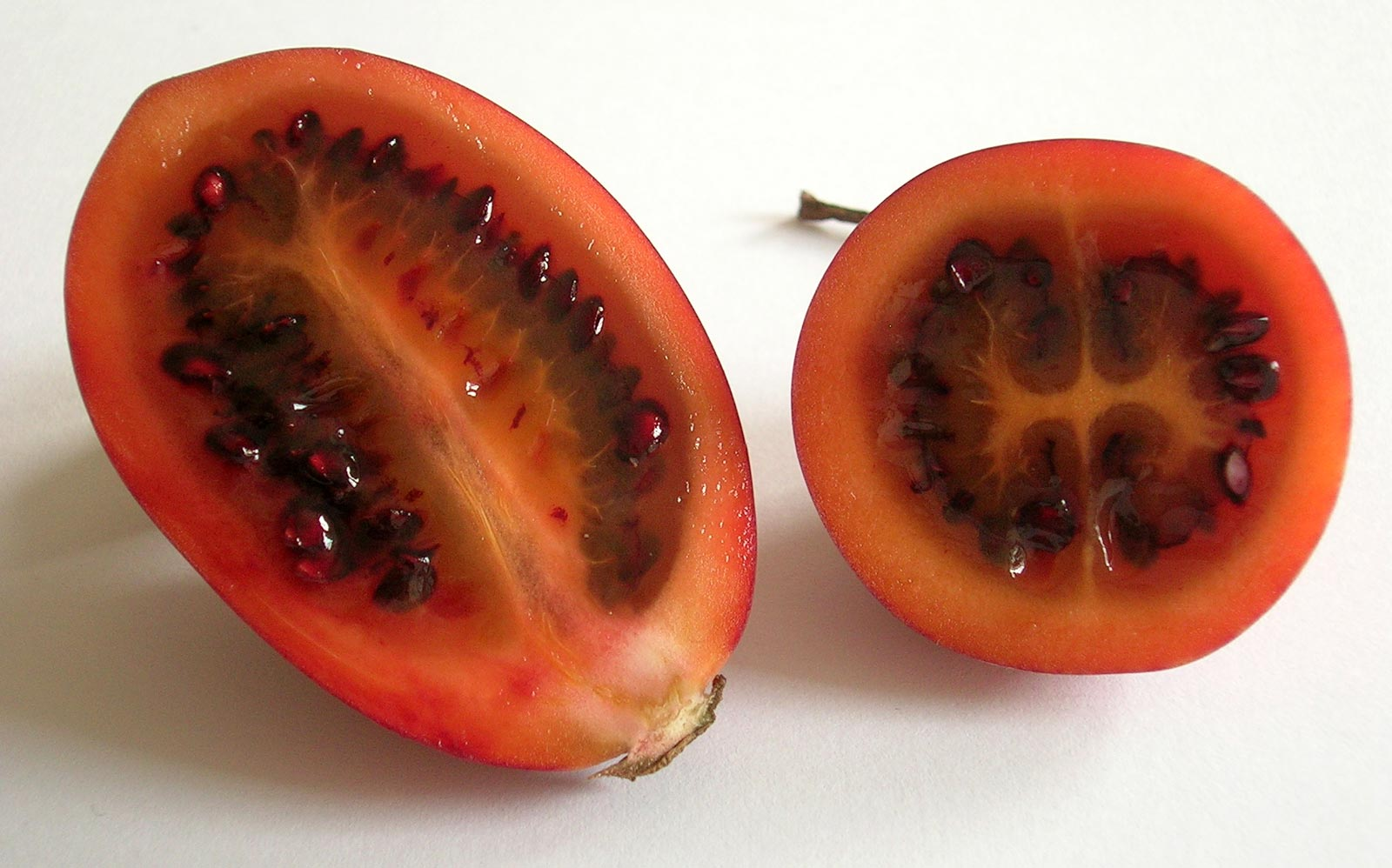
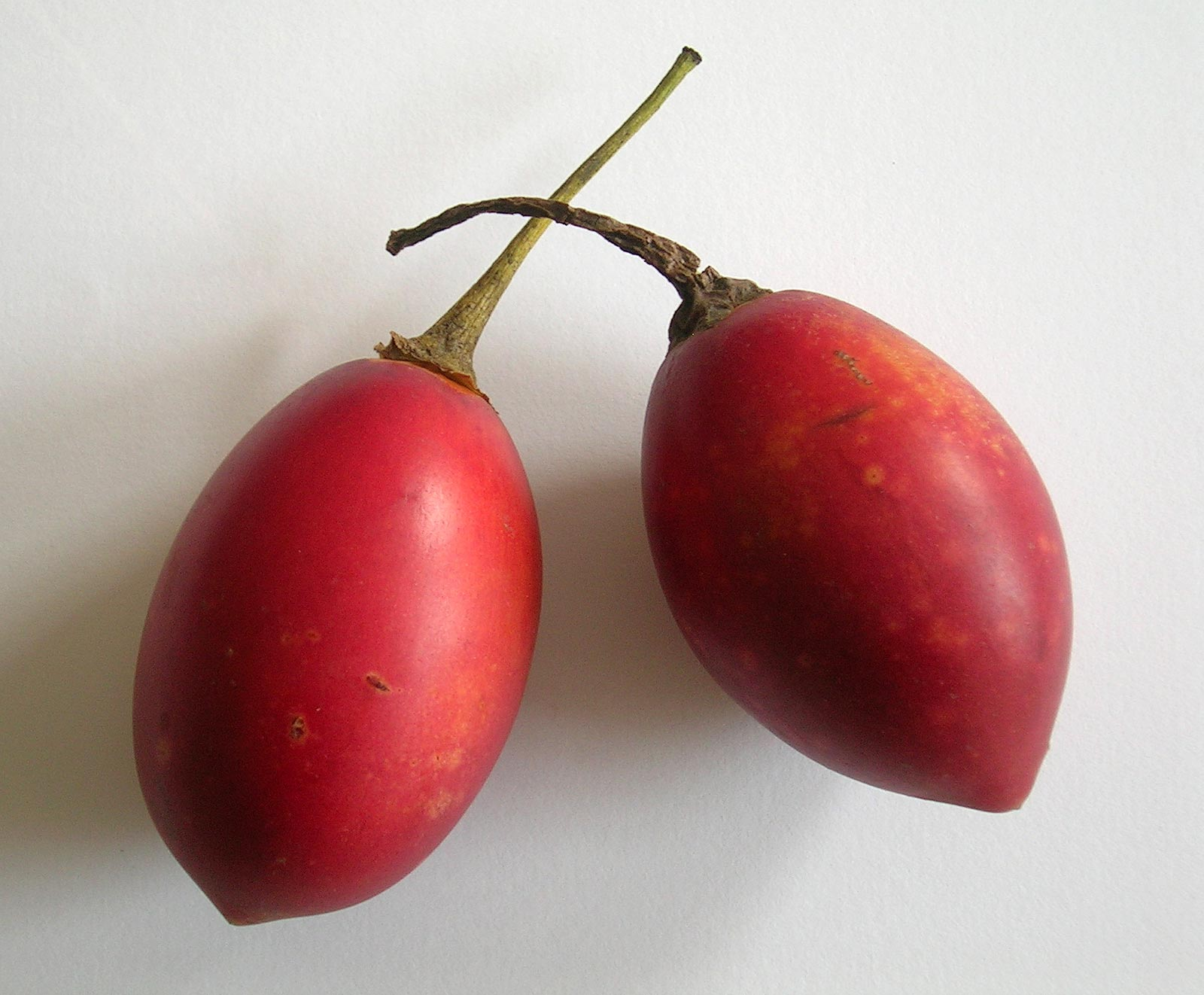
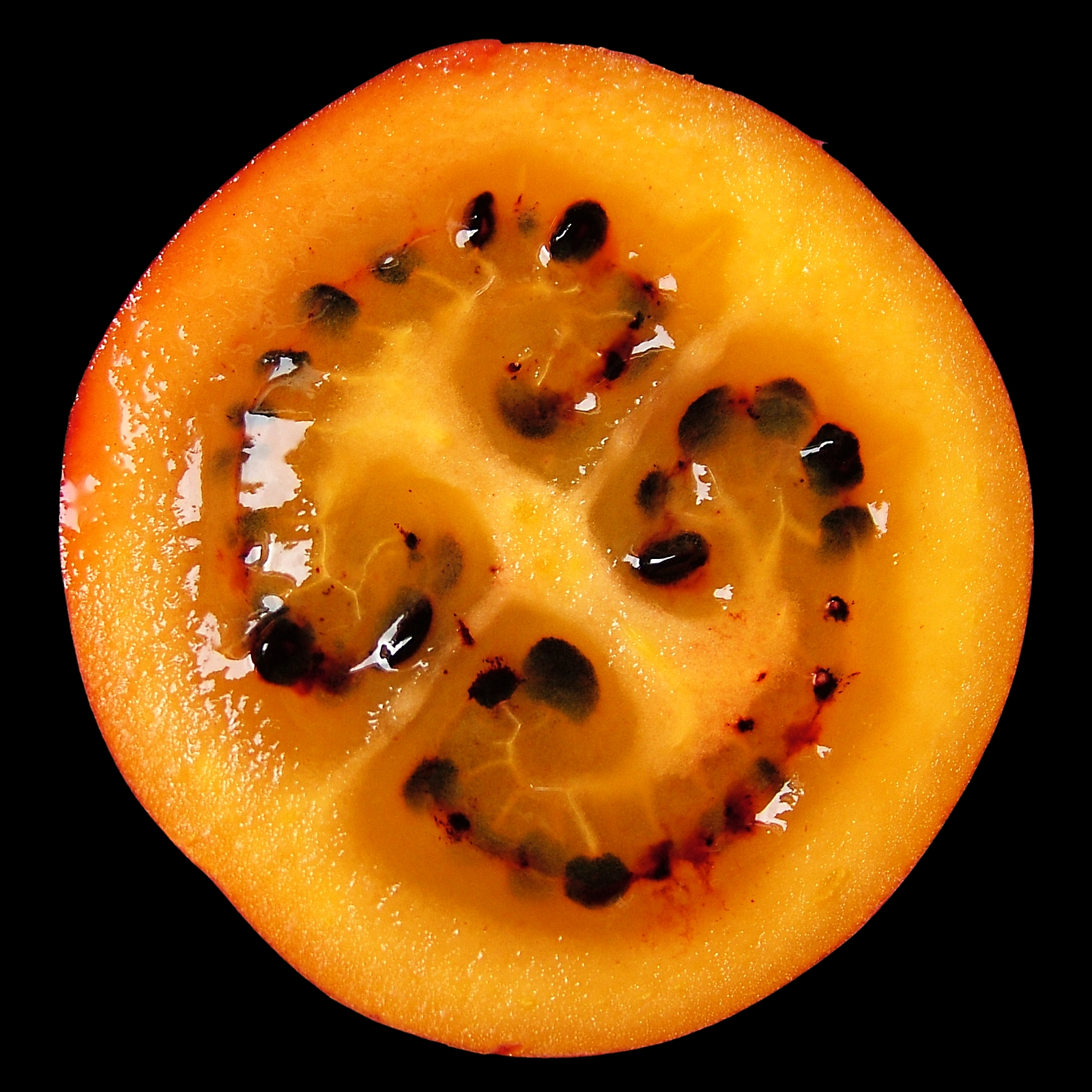
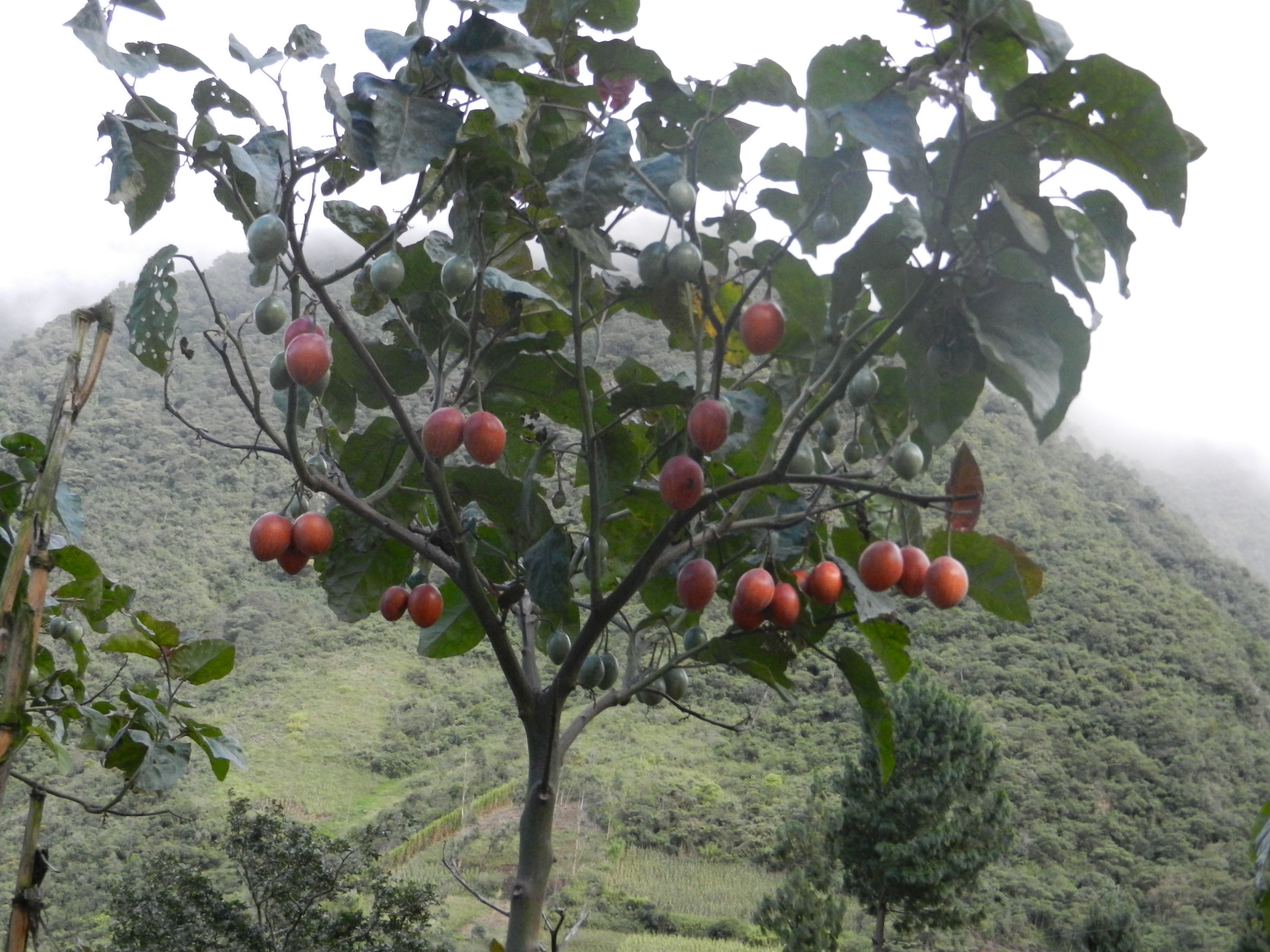
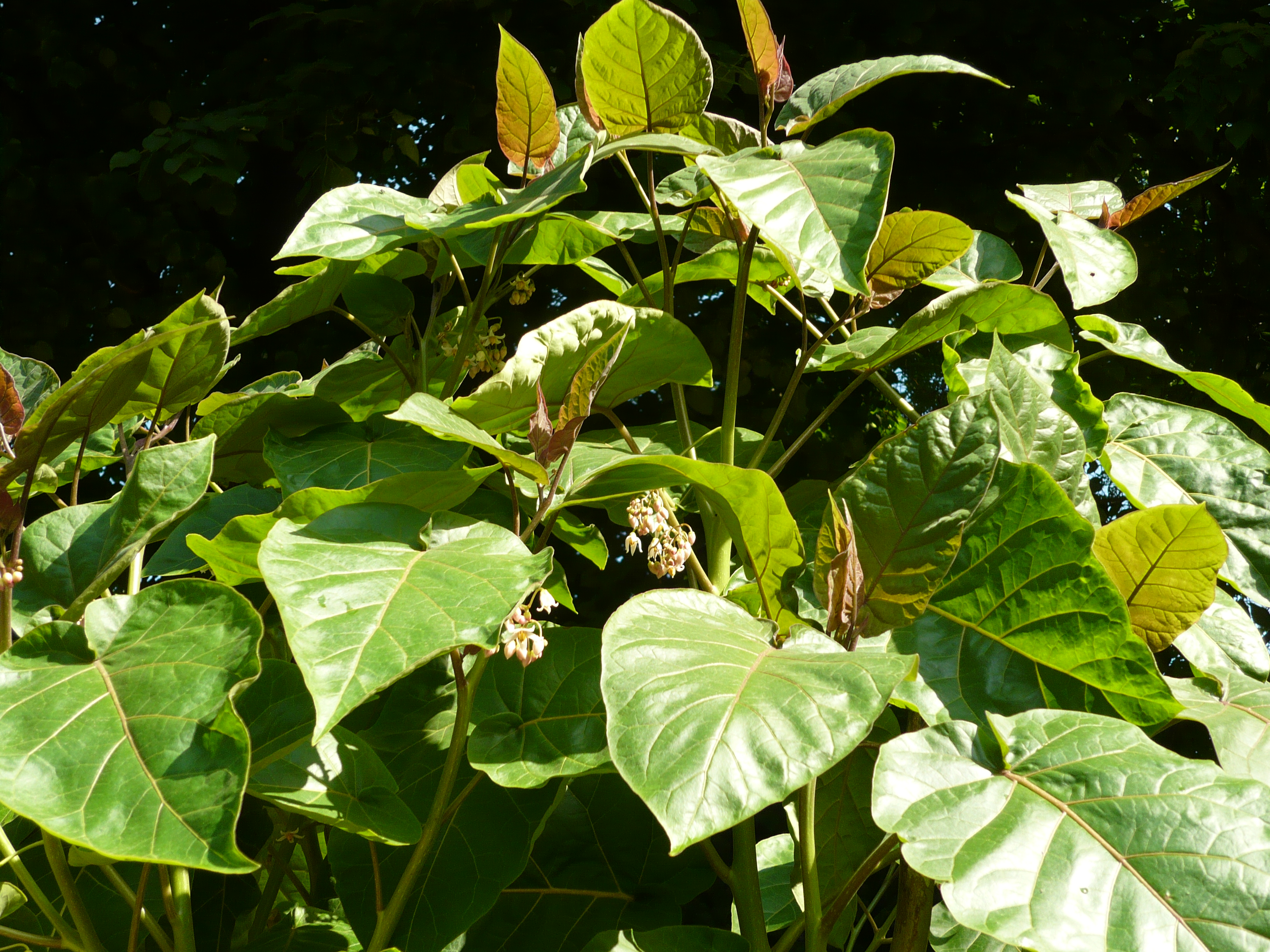
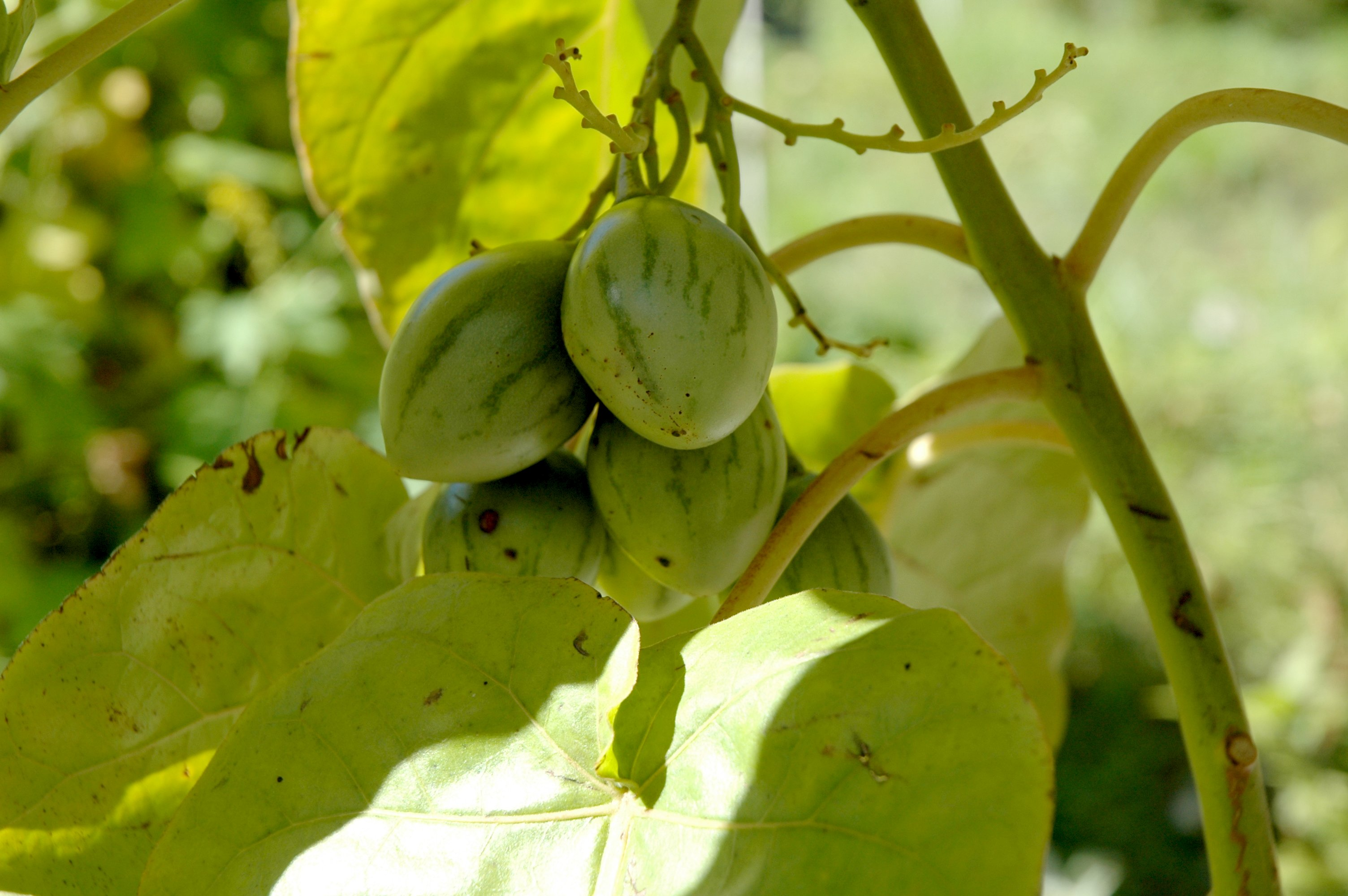
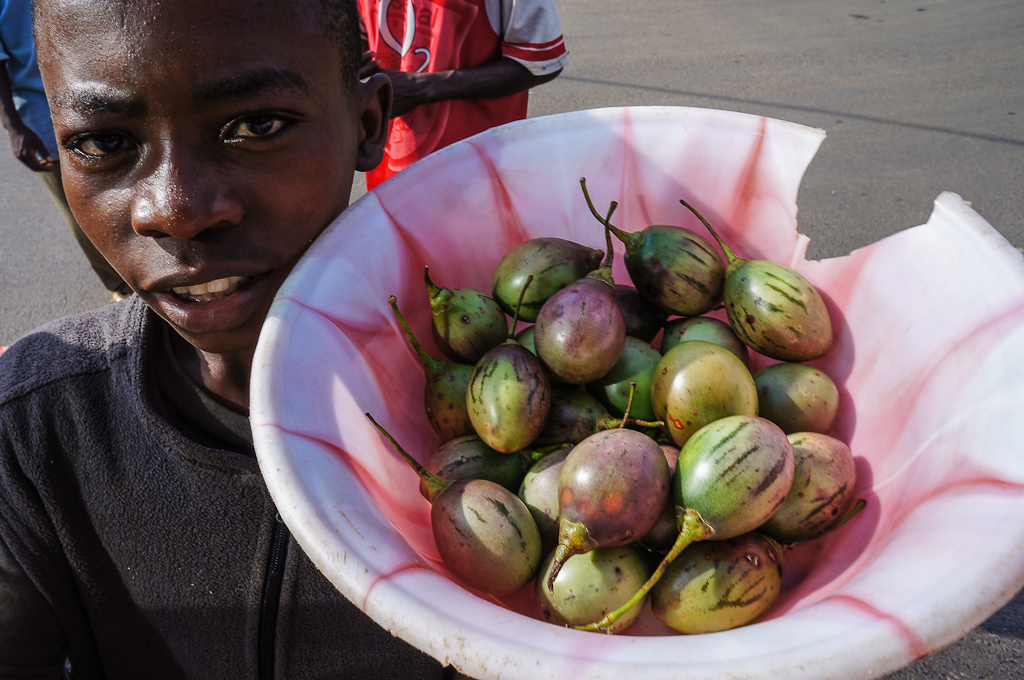
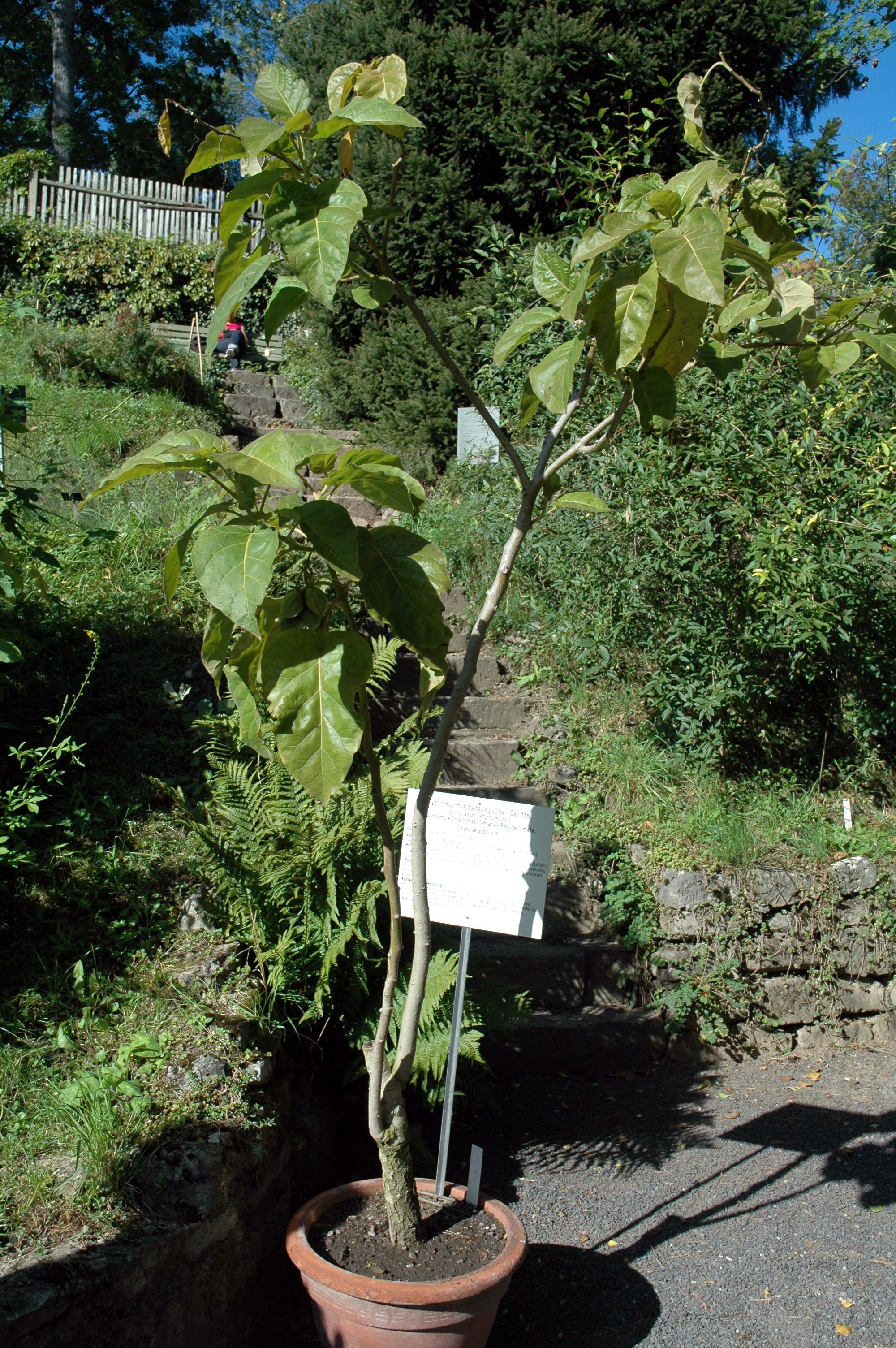